# Wertach
Wertach est une commune de Bavière (Allemagne), située dans l'arrondissement d'Oberallgäu, dans le district de Souabe. Elle se trouve au pied du Grünten.